# Blastodictys hibisci
Blastodictys hibisci är en svampart som först beskrevs av Clifford George Hansford, och fick sitt nu gällande namn av M.B. Ellis 1976. Blastodictys hibisci ingår i släktet Blastodictys, divisionen sporsäcksvampar och riket svampar.   Inga underarter finns listade i Catalogue of Life.